# Lebadea
Genre
Lebadea est un genre de lépidoptères (papillons) de la famille des Nymphalidae.

## Liste des espèces
Selon BioLib (16 janvier 2025) :
- Lebadea alankara (Horsfield, 1829)
- Lebadea ismene (Doubleday, 1848)
- Lebadea martha (Fabricius, 1787)